# Adam Sikora (Schauspieler)

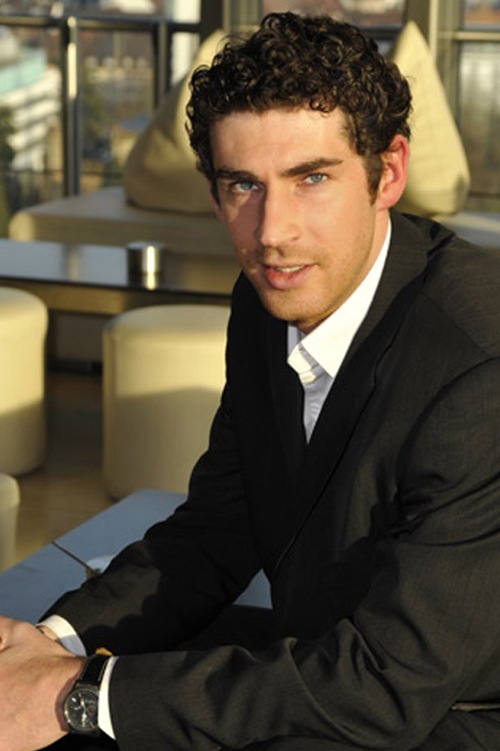
Adam Sikora (2009)

Adam Sikora (* 8. Januar 1979 in Freiburg im Breisgau) ist ein deutscher Schauspieler und Regisseur.

## Leben
Adam Sikora absolvierte nach der Volksschule zuerst eine Ausbildung als Werkzeugmechaniker. Anschließend lernte er autodidaktisch das Handwerk des Filmers und des Fotografen und schrieb Werbetexte für Produkte und Unternehmen, Nachrichten über Ereignisse und Geschichten über Menschen. Er besuchte die Freiburger Schauspielschule, wo er seine Ausbildung 2004 abschloss. Es folgten Engagements bei Theater, Film und Fernsehen.
Sikora produziert Reporte und Dokumentarfilme. Er moderiert Sendungen, führte Filmregie und betätigt sich als Sprecher. 
Er stand neben Klaus Maria Brandauer und Sebastian Koch in Manipulation (2011) in der Rolle des Journalisten vor der Kamera. Er wirkte in Fernseh- und Filmproduktionen wie Wiedersehen mit einem Fremden, Heroic Bloodshed, und Schöne Aussicht mit. 
Seit 2000 steht er in verschiedenen Theatern auf der Bühne.

## Filmographie
Film und Fernsehen
- 2011: Aussprache, CCB, großer Bruder
- 2011: Das perfekte Verbrechen, CCB, Kommissar
- 2011: Manipulation
- 2011: Nach der Hochzeit bin ich weg!, SWR / Degeto, Kellner(NR)
- 2010: Wiedersehen mit einem Fremden, SWR/Polyphon, Reporter
- 2009: Nullpunkt, Kurzfilm, Steffen
- 2009: Festland, Kurzfilm, Ben(HR)
- 2009: Tiere bis unters Dach, ARD / Polyphon GmbH, Frank
- 2009: Schwarzwaldliebe
- 2008: Melody, Kurzfilm, Brian
- 2008: Manipulation, Kinofilm, Journalist
- 2008: Eine alltägliche Verwirrung, Kurzfilm, Boris (HR)
- 2008: Heroic Boodshed, Kurzfilm, Bösewicht
- 2008: SWR Latenight, TV Comedy-SWR, Polizist
- 2007: Schöne Aussicht, TV ARD-Degeto, Blumenbote
- 2007: Schwarzwaldliebe, TV, Anwalt
- 2007: Me behind Me, Short, Selbstmörder
- 2006: Chartbreak Hotel, TV-Comedy SAT.1, div.NR
- 2004: Wenn der Fahrradbote 2x klingelt, Comedy, Junior Chef
- 2003: Niedrig & Kuhnt, TV, Timo Strehlau
- 2003: Milch und Zucker, Kurzfilm, Angestellter
- 2002: Leise rieselt der Schnee, Kurzfilm, Matthias

## Theater
- 2010: Giovannis Zimmer, Jesse Coston, David (HR)
- 2009: Eventtheater Mallorca, Andrea Verone, Diverse
- 2006: Der Löwe im Winter, Jesse Coston, Geoffrey
- 2003: Heute Abend wird Improvisiert, Gabor Tompa, Pilot/Gianni
- 2002: Hedda Gabler, Grete Linz, Lövborg
- 2001: Goldonieri, Grete Linz, Fulcenzio
- 2000: Die Frau die um 6 Kam, Grete Linz, Jose